# Гарабурда, Евгений Иосифович
Евгений Иосифович Гарабурда (1900—1920) — деятель комсомола, один из организаторов становления Советской власти в Смоленской губернии.

## Биография

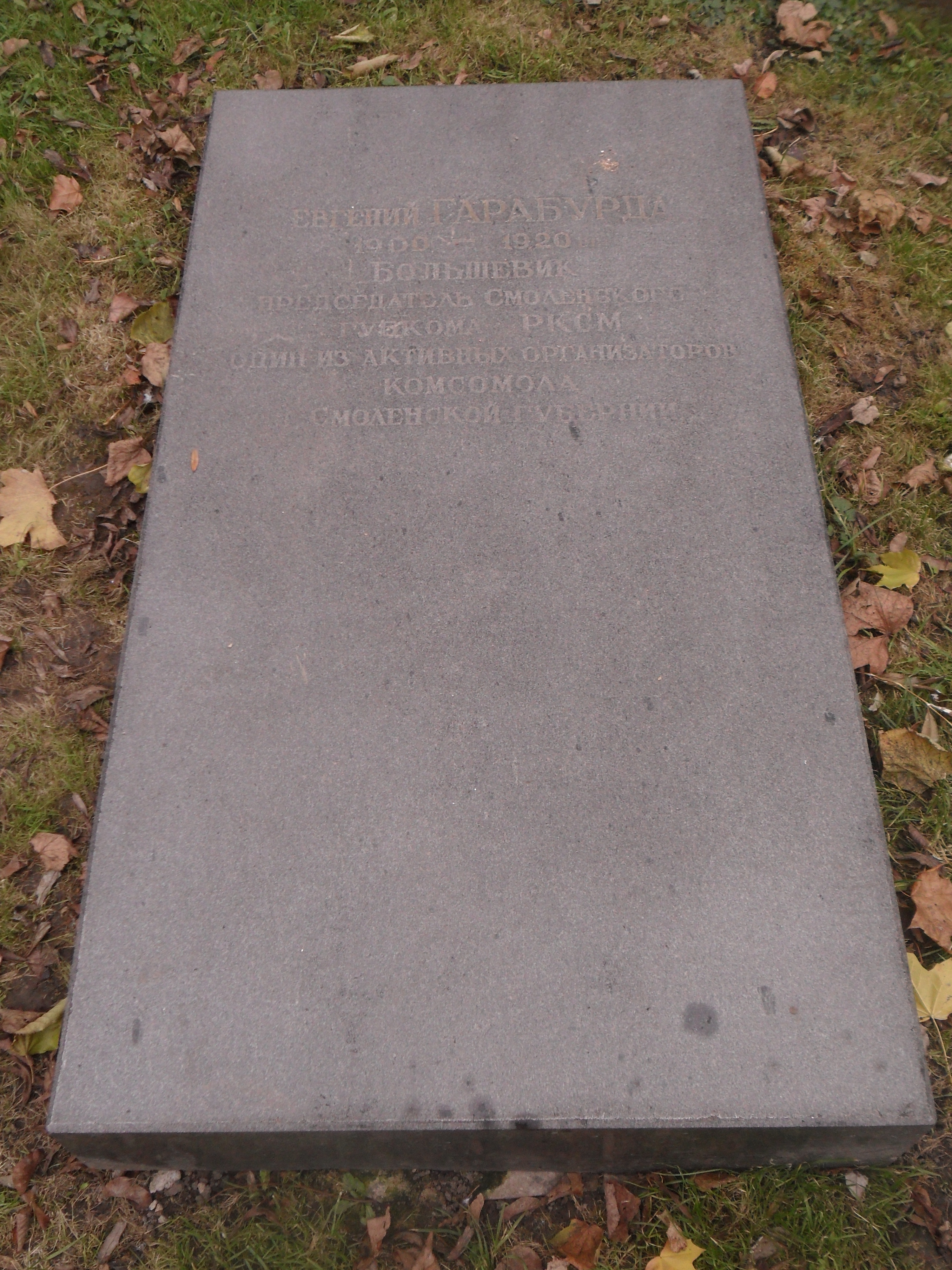
Могила Гарабурды в парке «Лопатинский сад» в Смоленске.

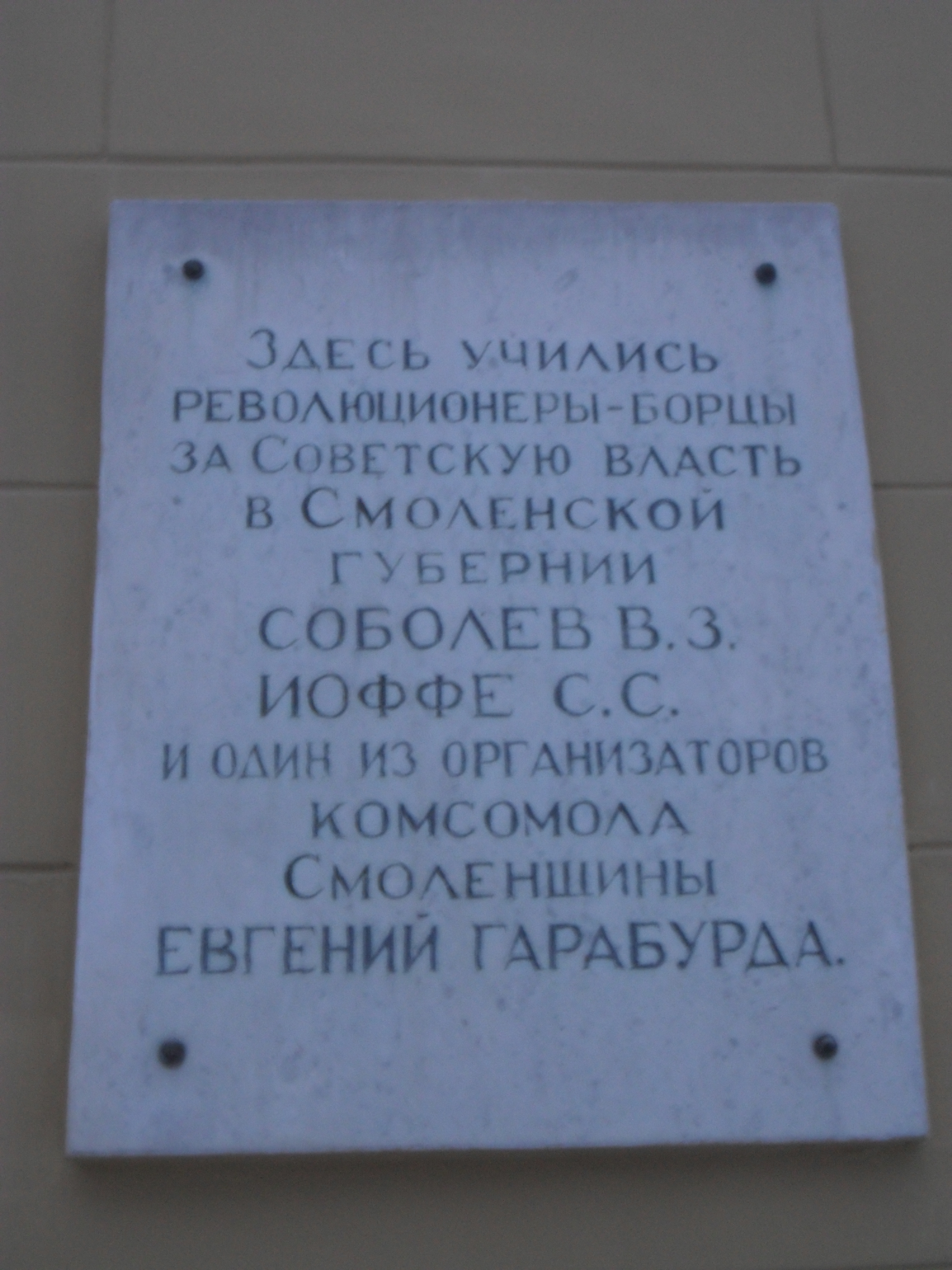
Мемориальная доска Гарабурде в Смоленске.

Евгений Гарабурда родился 26 июля 1900 году в Смоленске. Учился в гимназии. В шестом классе принимал участие в ученической забастовке, отказавшись делать уроки по «закону божию». Эта забастовка была поддержана другими классами. В дни Февральской революции Гарабурда принимал активное участие в разоружении смоленских полицейских. После Октябрьской революции отец Гарабурды, бывший чиновник казённой контрольной палаты, перешёл на сторону большевиков.
Работать Гарабурда начал в Смоленском губернском отделе народного образования, был членом его коллегии, заместителем заведующего. Занимался реорганизацией системы образования. В 1919 году он вступил в комсомол и партию большевиков. Активно участвовал в субботниках, создании комсомольских ячеек, борьбе с беспризорниками и привлечении детей в школы. Одновременно с этим Гарабурда занимался формированием и привлечением добровольцев в части особого назначения, был одним из руководителей подавления контрреволюционных мятежей. Являлся первым редактором областной молодёжной газеты «Юный товарищ».
В 1920 году Гарабурда стал председателем Смоленского губкома ВЛКСМ. Был делегатом III Всероссийского съезда комсомола в Москве.
30 октября 1920 года Гарабурда скоропостижно скончался от инфаркта. Прощание с ним проходило при большом стечении народа. Руководитель смоленского комсомола был похоронен неподалёку от памятника Героям 1812 года в парке «Лопатинский сад».
В честь Гарабурды названа улица в Смоленске.